# 횡성로
횡성로(Hoengseong-ro)는 강원특별자치도 원주시 소초면 둔둔리와 횡성군 횡성읍 읍하리 삼일광장을 잇는 강원특별자치도의 도로이다. 횡성과 원주를 잇는 핵심 간선도로이다.

## 연혁
- 2001년 9월 20일 : 횡성군 횡성읍 곡교리 1.54 km 구간 개통, 기존 750m 구간 폐지[1]
- 2009년 8월 7일 : 2개 이상 시·군에 걸쳐 있는 도로로 횡성로를 고시[2]

## 주요 경유지
강원특별자치도
- 원주시 소초면 - 횡성군 횡성읍

## 노선
| 이름             | 접속 노선                                        | 소재지 | 소재지 | 비고                  |
| ---------------- | ------------------------------------------------ | ------ | ------ | --------------------- |
| 원주공항         | 국도 제5호선 국도 제19호선 (북원로) 둔둔로       | 원주시 | 소초면 |                       |
| (이름 없음)      | 국도 제5호선 국도 제19호선 (북원로)              | 횡성군 | 횡성읍 | 국도 제5, 19호선 구간 |
| 횡성묵계농공단지 | 청용길                                           | 횡성군 | 횡성읍 | 국도 제5, 19호선 구간 |
| 입석 나들목      | 국도 제5호선 국도 제6호선 국도 제19호선 (경강로) | 횡성군 | 횡성읍 | 국도 제5, 19호선 구간 |
| (전천교 남단)    | 수류암로 가담길                                  | 횡성군 | 횡성읍 |                       |
| 전천교           |                                                  | 횡성군 | 횡성읍 |                       |
| (전천교 북단)    | 문예로 앞들동2로                                 | 횡성군 | 횡성읍 |                       |
| 횡성오거리       | 중앙로 한우로                                    | 횡성군 | 횡성읍 |                       |
| 삼일광장         | 문정로 삼일로                                    | 횡성군 | 횡성읍 |                       |

## 주요 건물 및 시설
- 원주공항 (강원특별자치도 횡성군 횡성읍 횡성로 38)
- 곡교리마을회관 (강원특별자치도 횡성군 횡성읍 횡성로 58)
- 성남초등학교 (강원특별자치도 횡성군 횡성읍 횡성로 109)
- 횡성여자고등학교 (강원특별자치도 횡성군 횡성읍 횡성로 252)
- 횡성대성병원 (강원특별자치도 횡성군 횡성읍 횡성로 275)
- 횡성축협 (강원특별자치도 횡성군 횡성읍 횡성로 337)
- 횡성군선거관리위원회 (강원특별자치도 횡성군 횡성읍 횡성로 340)
- 횡성한우축제 추진위원회 (강원특별자치도 횡성군 횡성읍 횡성로 371)
- 대한법률구조공단 횡성지소 (강원특별자치도 횡성군 횡성읍 횡성로 374)
- 횡성시외버스터미널 (강원특별자치도 횡성군 횡성읍 횡성로 377)
- 횡성군보건소 (강원특별자치도 횡성군 횡성읍 횡성로 379)
- 횡성지구대 (강원특별자치도 횡성군 횡성읍 횡성로 389)